# مرغ درختزار ملانزی
مرغ درختزار ملانزی (نام علمی: Megalurulus whitneyi) نام یک گونه از سرده مرغ‌های درختزار است. مرغ درخت‌زار ملانزی حدود ۱۶٫۵ سانتی‌متر طول دارد و پرنده ای باریک با پاهای بلند و دم بلند است.